# IRI
L'Istituto per la Ricostruzione Industriale (in acronimo IRI) è stato un ente pubblico economico italiano con funzioni di politica industriale.
Istituito nel 1933, durante il fascismo, nel dopoguerra allargò progressivamente i suoi settori di intervento e divenne il fulcro dell'intervento pubblico nell'economia italiana. Nel 1980 l'IRI era un gruppo di circa 1 000 società con più di 500 000 dipendenti. È stata a suo tempo una delle più grandi aziende non petrolifere al di fuori degli Stati Uniti d'America; nel 1992 chiudeva l'anno con 75 912 miliardi di lire di fatturato e 5 182 miliardi di perdite. Ancora nel 1993 l'IRI era il settimo conglomerato al mondo per dimensioni, con un fatturato di circa 67 miliardi di dollari.
Trasformato in società per azioni nel 1992 venne incorporato in Fintecna dieci anni dopo. 

## Storia

### Il "Consorzio Sovvenzioni"
La Banca d'Italia nel 1913, dopo aver dovuto effettuare il salvataggio di alcune imprese negli anni precedenti, durante la direzione di Bonaldo Stringher decise di costituire un organo permanente destinato al finanziamento e risanamento delle imprese in crisi, il Consorzio per sovvenzioni su valori industriali. L'ente, divenuto operativo nel 1915, era guidato dalla stessa Banca d'Italia e riuniva i Banchi di Napoli e Sicilia, alcune casse di risparmio, il Monte dei Paschi di Siena e l'Istituto Bancario San Paolo di Torino.
Dopo la prima guerra mondiale ci fu una grave crisi dovuta alle difficoltà della riconversione dell'industria bellica, sovradimensionata rispetto alla domanda in periodo di pace, che travolse anche le banche che avevano grossi interessi nelle stesse industrie. Nel 1922, in seguito al crollo della Banca Italiana di Sconto, fu trasferita al Consorzio la partecipazione di controllo nell'Ansaldo detenuta dall'istituto fallito..
Un anno dopo, il Banco di Roma, che era in crisi dal 1921, fu rilevato dalla Società Nazionale Mobiliare, controllata per il 26% dal Consorzio Sovvenzioni e per un altro 26% dalla Banca Commerciale Italiana e dal Credito Italiano.

### L'"Istituto di Liquidazioni"
Nel 1926 il Consorzio Sovvenzioni, che ormai deteneva partecipazioni in pianta stabile, fu trasformato in un istituto dotato di personalità giuridica, l'Istituto di Liquidazioni.
Nel 1930 la crisi di liquidità del Credito Italiano portò questa banca sull'orlo della bancarotta. Si rimediò innanzitutto con la fusione del Credito con la Banca nazionale di credito (BNC), costituita per liquidare la Banca Italiana di Sconto. 
Nel 1931 le partecipazioni azionarie e i crediti a lungo termine dei due istituti riuniti confluirono in due finanziarie: le partecipazioni in società industriali nella Società Finanziaria Italiana (Sfi), mentre le partecipazioni immobiliari e le partecipazioni in aziende di pubblica utilità furono trasferite alla Società Elettrofinanziaria. Queste due società detenevano anche le quote di controllo dello stesso Credito Italiano.
Nel 1931 l'intervento pubblico riguardò la Banca Commerciale Italiana che, di fronte alla crisi finanziaria del 1929, aveva aumentato in modo preoccupante la propria esposizione verso il sistema industriale. Il crollo delle quotazioni azionarie richiese l'intervento statale, che si concretizzò in una complessa operazione: le partecipazioni azionarie della Comit nelle industrie furono trasferite alla Società Finanziaria Industriale Italiana (Sofindit), mentre le azioni della Comit sarebbero state conferite ad un'altra società, creata apposta, la Comofin, a sua volta controllata dalla Sofindit. Questa complessa operazione non fu, tuttavia, sufficiente e nel 1932 la Commerciale era insolvente e avrebbe dovuto essere liquidata.
Nel pieno della crisi degli anni trenta la Banca d'Italia si trovava esposta verso l'Istituto di liquidazioni e verso le banche per oltre 7 miliardi, ovvero oltre il 50% del capitale circolante.

### La costituzione durante il fascismo come ente provvisorio e la presidenza di Albero Beneduce
La costituzione dell'IRI, avvenuta
con regio decreto legge 23 gennaio 1933 n. 5, convertito in legge 3 maggio 1933, n. 512 - che subentró all'"Istituto di liquidazione" in tutti i suoi rapporti giuridici ed economici con contestuale soppressione dell'ente subentrato - fu patrocinata dal ministro delle finanze Guido Jung a Benito Mussolini.. Il nuovo ente nacque con durata di vita temporanea con lo scopo prettamente di salvataggio delle banche e delle imprese loro connesse. Primo presidente, oltre che uno dei principali artefici della creazione dell'ente, fu Alberto Beneduce, economista di formazione socialista, che godeva della fiducia del capo del governo.

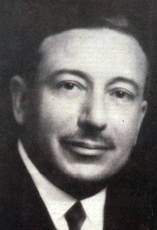
Alberto Beneduce, il primo presidente dell'IRI.

Il nuovo ente era formato da una "Sezione finanziamenti" e una "Sezione smobilizzi".
Il nuovo istituto assorbì innanzitutto l'Istituto di Liquidazioni. Poi nel 1934 l'IRI stipulò con le tre banche, Commerciale, Credito e Banco di Roma, tre distinte convenzioni con cui gli istituti di credito cedevano all'IRI le proprie partecipazioni industriali e i crediti verso le imprese, in cambio di liquidità, necessaria a proseguire l'attività bancaria. Conseguentemente furono trasferite all'IRI, e poi messe in liquidazione, la Sfi, la Società Elettrofinanziaria e la Sofindit.
Le partecipazioni furono infine trasferite all'IRI, la cui principale preoccupazione divenne rimborsare alla Banca d'Italia il capitale ricevuto per acquisire le finanziarie.
Una volta trasferite le quote all'Istituto, questo avviò una propria campagna di mobilitazione del credito attraverso lo strumento delle obbligazioni industriali garantite dallo Stato. L'operazione fu l'applicazione in larga scala di quanto era già stato abbozzato con l'INA, ovvero l'organizzazione del piccolo risparmio che le banche, vincolate in legami a doppio filo con il sistema industriale, non riuscivano ad impiegare in reali processi di sviluppo.
In questo modo l'IRI, e quindi lo Stato, smobilizzò le banche miste, diventando contemporaneamente proprietario di oltre il 20% dell'intero capitale azionario nazionale e di fatto il maggiore imprenditore italiano con aziende come Ansaldo, Terni, Ilva, SIP, SME, Alfa Romeo, Navigazione Generale Italiana, Lloyd Triestino di Navigazione, Cantieri Riuniti dell'Adriatico. Si trattava in effetti di grandi aziende che già da molti anni erano vicine al settore pubblico, sostenute da politiche tariffarie favorevoli e da commesse pubbliche. Inoltre, l'IRI possedeva le tre maggiori banche italiane.
Nel 1934, il valore nominale del patrimonio industriale italiano era di 16,7 miliardi di lire, pari al 14,3% del Pil. Tra i principali trasferimenti all'ente figuravano:
- la quasi totalità dell'industria degli armamenti
- i servizi di telecomunicazione di gran parte dell'Italia
- un'altissima quota della produzione di energia elettrica
- una notevole quota dell'industria siderurgica civile
- tra l'80% ed il 90% del settore di costruzioni navali e dell'industria della navigazione

Nel complesso, con la costituzione dell'Iri il 21,49% del capitale delle società italiane esistenti al 31 dicembre 1934 era, direttamente o indirettamente, controllato dall'Istituto.

### La stabilizzazione in ente permanente

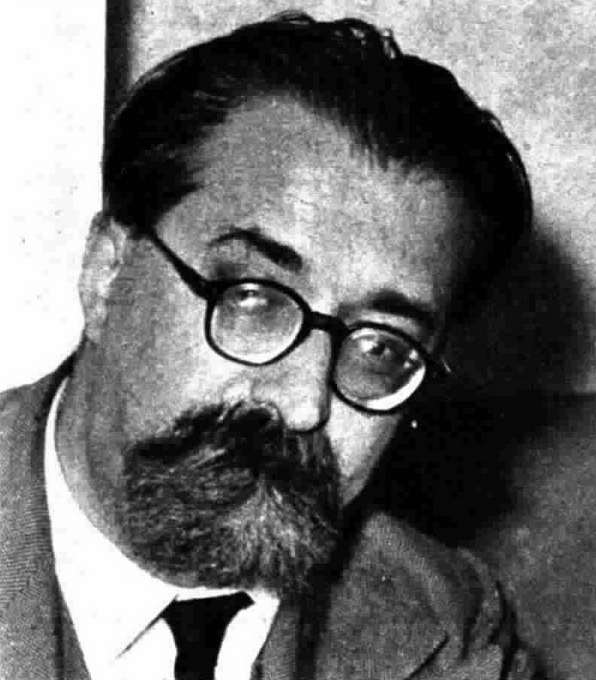
Francesco Giordani, il secondo presidente IRI.

Inizialmente era previsto che l'IRI fosse un ente provvisorio il cui scopo era limitato alla dismissione delle attività così acquisite. Ciò in effetti avvenne con alcune imprese del settore elettrico (Edison e Bastogi) e tessile, che furono cedute ai privati, ma nel 1937 il governo trasformò l'IRI in un ente pubblico permanente; in questo probabilmente influirono lo scopo di attuare l'autarchica propagandata dalla politica economica fascista tenere sotto controllo del governo le aziende navali ed aeronautiche, mentre era in corso la guerra d'Etiopia.
Per finanziare le sue aziende l'IRI emise negli anni trenta dei prestiti obbligazionari garantiti dallo Stato, risolvendo in questo modo il problema della scarsità di capitali privati. L'IRI si diede una struttura che raggruppava le sue partecipazioni per aree merceologiche: l'Istituto sottoscriveva il capitale di società finanziarie (le "caposettore") che a loro volta possedevano il capitale delle società operative; così nel 1934 nacque la STET, nel 1936 la Finmare, e nel 1937 la Finsider, poi nel dopoguerra Finmeccanica, Fincantieri e Finelettrica.
Alberto Beneduce nel 1939 a causa di problemi di salute, dovuti a un ictus che lo aveva colpito al ritorno da una riunione della Banca dei Regolamenti Internazionali a Basilea il 13 luglio 1936, lasciò la presidenza dell'ente a Francesco Giordani.

### Il ruolo nel secondo dopoguerra
Nel secondo dopoguerra italiano la sopravvivenza dell'Istituto non era data per certa, essendo nato più come una soluzione provvisoria che con un orizzonte di lungo termine; di fatto però risultava difficile per lo Stato cedere ai privati aziende che richiedevano grandi investimenti e davano ritorni sul lunghissimo periodo, sicché l'IRI mantenne la struttura che aveva sotto il fascismo.
Solo dopo il 1950 la funzione dell'Istituto fu meglio definita: una nuova spinta propulsiva per l'ente venne da Oscar Sinigaglia, che con il suo piano per aumentare la capacità produttiva della siderurgia italiana strinse un'alleanza con gli industriali privati; si venne così a creare un nuovo ruolo per l'IRI, cioè quello di sviluppare la grande industria di base e le infrastrutture necessarie al paese, non in "supplenza" dei privati ma in una tacita suddivisione dei compiti. Ne furono esempi lo sviluppo dell'industria siderurgica, quello della rete telefonica e la costruzione dell'Autostrada del Sole, iniziata nel 1956.

### Il miracolo economico e la "formula IRI", la teoria degli "oneri impropri" e le critiche
Negli anni sessanta, mentre l'economia italiana cresceva ad alti ritmi, l'IRI era tra i protagonisti del "miracolo economico italiano". Altri paesi europei, in particolare i governi laburisti inglesi, guardavano alla "formula IRI" come ad un esempio positivo di intervento dello Stato dell'economia, migliore della semplice "nazionalizzazione" perché permetteva una cooperazione tra capitale pubblico e capitale privato.
In molte società del gruppo il capitale era misto, in parte pubblico, in parte privato. Molte imprese del gruppo societario IRI rimasero quotate in borsa e le obbligazioni emesse dall'Istituto per finanziare le proprie imprese erano sottoscritte in massa dai risparmiatori.
Ai vertici dell'IRI si insediarono esponenti della DC come Giuseppe Petrilli, presidente dell'Istituto per quasi vent'anni (dal 1960 al 1979). Petrilli nei suoi scritti elaborò una teoria che sottolineava gli effetti positivi della "formula IRI". Attraverso l'IRI le imprese erano utilizzabili per finalità sociali e lo Stato doveva farsi carico dei costi e delle diseconomie generati dagli investimenti; significava che l'IRI non doveva necessariamente seguire criteri imprenditoriali nella sua attività, ma investire secondo quelli che erano gli interessi della collettività anche quando ciò avesse generato "oneri impropri", cioè anche in investimenti antieconomici.
Questa prassi, generalmente ritenuta connaturata all'esistenza stessa dell'IRI per il suo essere azienda pubblica, non era in realtà data per scontata al momento della sua creazione. La pratica amministrativa del suo fondatore, Alberto Beneduce, si fondava al contrario sull'assoluto rigore di bilancio e sulla limitazione delle assunzioni all'essenziale per garantire un funzionamento snello ed efficiente dell'organizzazione. Allo stesso modo, durante i primi anni di vita si scelse a livello gestionale di non procedere con operazioni di salvataggio, reali o camuffate.
Critico verso la prassi assistenzialista, in linea quindi con la falsariga del modello beneduciano, fu il secondo Presidente della Repubblica Italiana, il liberista Luigi Einaudi, che ebbe a dire: «L'impresa pubblica, se non sia informata a criteri economici, tende al tipo dell'ospizio di carità».
Poiché gli obiettivi dello Stato erano sviluppare l'economia del Mezzogiorno e mantenere la piena occupazione, l'IRI doveva concentrare i propri investimenti nel Sud ed incrementare l'occupazione nelle proprie imprese. La posizione di Petrilli rifletteva quelle già diffuse in alcune correnti della DC, che cercavano una "terza via" tra il liberismo ed il comunismo; il sistema misto delle imprese a partecipazione statale dell'IRI sembrava realizzare questo ibrido tra due sistemi agli antipodi.

### Gli investimenti nel meridione d'Italia e i salvataggi
L'IRI effettivamente poneva in essere grandissimi investimenti nel Sud Italia, come la costruzione dell'Italsider di Taranto e quella dell'AlfaSud di Pomigliano d'Arco e di Pratola Serra; altri furono programmati senza mai essere realizzati, come il centro siderurgico di Gioia Tauro. Per evitare gravi crisi occupazionali, l'IRI venne spesso chiamato in soccorso di aziende private in difficoltà: ne sono esempi i "salvataggi" della Motta e dei Cantieri Navali Rinaldo Piaggio e l'acquisizione di aziende alimentari dalla Montedison; questo portò ad un incremento progressivo di attività e dipendenti dell'Istituto.

### I debiti e la crisi degli anni 1970
All'IRI vennero richiesti ingentissimi investimenti anche in periodi di crisi, quando i privati riducevano i loro investimenti. Lo Stato erogava i cosiddetti "fondi di dotazione" all'IRI, che poi li allocava alle sue caposettore sotto forma di capitale; tali fondi però non erano mai sufficienti per finanziare gli enormi investimenti e spesso venivano erogati con ritardo. L'Istituto e le sue aziende dovevano quindi finanziarsi con l'indebitamento bancario, che negli anni settanta crebbe a livelli vertiginosi: gli investimenti del gruppo IRI erano coperti da mezzi propri solo per il 14%; il caso più estremo era la Finsider dove nel 1981 questo rapporto scendeva al 5%.
Gli oneri finanziari portarono in rosso i conti dell'IRI e delle sue controllate: nel 1976 si verificò che tutte le aziende del settore pubblico chiusero in perdita. In particolare, la siderurgia e la cantieristica riportarono perdite fino agli anni ottanta, così come erano pessimi i risultati economici dell'Alfa Romeo. La gestione anti-economica delle aziende IRI portò gli azionisti privati ad uscire progressivamente dal loro capitale. All'inizio degli anni ottanta i governi iniziarono un ripensamento sulla funzione e sulla gestione delle aziende pubbliche.

### La presidenza di Romano Prodi e la ristrutturazione degli anni 80

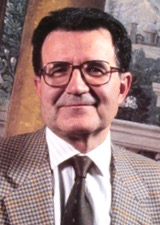
Romano Prodi

Nel 1982 il governo affidò la presidenza dell'IRI a Romano Prodi. La nomina di un economista (seppur sempre politicamente di area democristiana, come il predecessore Pietro Sette) alla guida dell'IRI costituiva in effetti un segno di discontinuità rispetto al passato. La ristrutturazione dell'IRI durante la presidenza Prodi, per far fronte alla situazione debitoria, portò a:
- la cessione di 29 aziende del gruppo, tra le quali la più grande fu l'Alfa Romeo, privatizzata nel 1986;
- la diminuzione dei dipendenti, grazie alle cessioni e a numerosi prepensionamenti, soprattutto nella siderurgia e nei cantieri navali;
- la liquidazione di Finsider, Italsider e Italstat;
- lo scambio di alcune aziende tra STET e Finmeccanica;
- la tentata vendita della SME al gruppo CIR di Carlo De Benedetti, operazione che venne fortemente ostacolata dal governo di Bettino Craxi. Fu organizzata una cordata di imprese, comprendente anche Silvio Berlusconi, che avanzarono un'offerta alternativa per bloccare la vendita. L'offerta non venne poi onorata per carenze finanziarie, ma intanto la vendita della SME sfumò. Prodi fu accusato di aver stabilito un prezzo troppo basso (vicenda SME).

Il risultato fu che nel 1987, per la prima volta da più di un decennio, l'IRI riportò il bilancio in utile, e di questo Prodi fece sempre un vanto, anche se a proposito di ciò Enrico Cuccia affermò:
(S.Bocconi, I ricordi di Cuccia. E quella sfiducia sugli italiani, Corriere della Sera, 12 novembre 2007)
È comunque indubbio che in quegli anni l'IRI aveva cessato di crescere e di allargare il proprio campo di attività, come invece aveva fatto nel decennio precedente; intanto però la Commissione Europea, per garantire il principio della libera concorrenza, negli anni ottanta aveva incominciato a contestare alcune pratiche messe in atto dai governi italiani, come la garanzia dello Stato sui debiti delle aziende siderurgiche e la pratica di affidare i lavori pubblici all'interno del gruppo IRI senza indire gara d'appalto europea. La ricapitalizzazione delle aziende pubbliche e la garanzia dello Stato sui loro debiti furono da allora considerati aiuti di Stato, in contrasto con i principi su cui si basava la Comunità Europea; l'Italia si trovò quindi nella necessità di riformare, secondo criteri di gestione più vicini a quelli delle imprese private, il suo settore pubblico, incentrato su IRI, Eni ed EFIM.

### Il trattato di Maastricht, l'accordo Andreatta-Van Miert e le privatizzazioni in Italia
Poco dopo la firma del trattato di Maastricht il governo Amato I con decreto legge 11 luglio 1992, n. 333 - convertito in legge 08 agosto 1992, n. 359 trasformó l'IRI e altri enti pubblici economici interessati in società per azioni. Nel luglio dell'anno successivo il commissario europeo alla Concorrenza Karel Van Miert contestò all'Italia la concessione di fondi pubblici all'EFIM, che non era più in grado di ripagare i propri debiti.
Per evitare una grave crisi d'insolvenza, Van Miert concluse, alla fine del 1993, con l'allora ministro degli Esteri Beniamino Andreatta un accordo, che consentiva allo Stato italiano di pagare i debiti dell'EFIM, ma a condizione dell'impegno incondizionato a stabilizzare i debiti di IRI, ENI ed Enel e poi a ridurli progressivamente ad un livello comparabile con quello delle aziende private entro il 1996. Per ridurre in modo così sostanzioso i debiti degli ex-enti pubblici, l'Italia non poteva che privatizzare gran parte delle aziende partecipate dall'IRI.
L'accordo Andreatta-Van Miert impresse una forte accelerazione alle privatizzazioni in Italia; nonostante alcuni pareri contrari, il Ministero del tesoro decise non di privatizzare l'IRI S.p.A., ma di smembrarla e di vendere le sue aziende operative; tale linea politica fu inaugurata col primo governo Amato e non fu mai messa realmente in discussione dai governi successivi. Raggiunti nel 1997 i livelli di indebitamento fissati dall'accordo Andreatta-Van Miert, le dismissioni dell'IRI proseguirono comunque e l'Istituto aveva perso qualsiasi funzione, se non quella di vendere le sue attività e di avviarsi verso la liquidazione.
Tra il 1992 ed il 2000 l'IRI vendette partecipazioni e rami d'azienda, che determinarono un incasso per il Ministero del tesoro, suo unico azionista, di 56 051 miliardi di lire, cui vanno aggiunti i debiti trasferiti. Hanno suscitato critiche le cessioni ai privati, tra le altre, di aziende in posizione pressoché monopolistica, come Telecom Italia ed Autostrade per l'Italia; cessioni che hanno garantito agli acquirenti posizioni di rendita.
Particolarmente critica fu la privatizzazione di Autostrade per l'Italia, decisa nel 1997 e completata due anni più tardi. Per liquidare il Ministero del tesoro, si rese necessario reperire sul mercato una somma compresa fra i 4.500 e i 5.000 miliardi lire, dei quali il 40% avrebbe dovuto provenire da un "nucleo stabile" di azionisti, formato da una ventina di realtà imprenditoriali e finanziarie. A capo del progetto iniziale di cordata erano Lazard, Generali, insieme alla banca Rothschild.

### La liquidazione e l'incorporazione in Fintecna
Le poche aziende (Finmeccanica, Fincantieri, Fintecna, Alitalia e RAI) rimaste in mano all'IRI furono trasferite sotto il diretto controllo del Ministero del tesoro. Nonostante alcune proposte di mantenerlo in vita, trasformandolo in una non meglio precisata "agenzia per lo sviluppo", il 27 giugno 2000 l'IRI fu messo in liquidazione e nel 2002 fu incorporato in Fintecna, scomparendo definitivamente. Prima di essere incorporato dalla sua ex controllata ha però versato al Tesoro un assegno di oltre 5000 miliardi di lire, dopo aver saldato ogni suo debito.

## Struttura
Per la maggior parte della sua storia l'IRI è stato un ente pubblico economico dipendente funzionalmente dal Ministero delle partecipazioni statali, che fino agli anni ottanta fu quasi ininterrottamente ricoperto da esponenti della DC.
A capo dell'IRI vi erano un consiglio di amministrazione ed il comitato di presidenza, formato dal presidente e da membri designati dai partiti di governo. Se il presidente dell'IRI fu sempre espressione della DC, la vicepresidenza fu ricoperta da esponenti del PRI come Bruno Visentini (dal 1953 al 1971), Pietro Armani (dal 1977 al 1991) e Riccardo Gallo (dal 1991 al 1992, qui decreto di nomina), con un interregno del liberale Enzo Storoni (dal 1971 al 1977), a controbilanciare il peso dei cattolici con quello dei grandi imprenditori privati e laici. Le nomine ai vertici delle banche, delle finanziarie e delle maggiori aziende erano decise dal comitato di presidenza.
Dopo la trasformazione dell'IRI in società per azioni nel 1992, il consiglio d'amministrazione dell'Istituto fu ridotto a tre soli membri e l'influenza della DC e degli altri partiti, in un periodo in cui molti loro esponenti furono coinvolti nelle indagini di Tangentopoli, fu di molto ridotta. Negli anni delle privatizzazioni, la gestione dell'IRI fu accentrata nelle mani del Ministero del tesoro.

## Le partecipazioni detenute
Le partecipazioni dell'IRI erano strutturate in una serie di holding di settore, che a loro volta controllavano le società operative. La gestione di quote societarie rimaste nell'ambito delle partecipazioni statali anche dopo gli anni 1990 (principalmente in Finmeccanica e Fincantieri) spetti alla Fintecna, la quale assolverebbe quindi a una funzione parzialmente analoga a quella dell'IRI, di cui era nata come controllata.
L'elenco seguente segnala comunque anche le attività in seguito eventualmente tornate, in tutto o anche solo in parte, sotto controllo statale (tramite la già citata Fintecna, il Ministero dell'economia e delle finanze, Cassa depositi e prestiti o Invitalia), e quindi considerabili imprese pubbliche.
Le principali aziende controllate dall'IRI sono state:
- Banche di interesse nazionale
  - Banca Commerciale Italiana (secondo maggior azionista: Assicurazioni Generali, Paribas), privatizzata con OPA nel 1994;
  - Credito Italiano (secondo maggior azionista: Alleanza Assicurazioni 5%), privatizzata con OPA nel 1993;
  - Banco di Roma (secondo maggior azionista: Toro Assicurazioni 10%, Banca Commerciale Italiana 5%), confluito nella Banca di Roma nel 1992.
- Siderurgia
  - Finsider: 99,82%. Fu ricostituita come ILVA nel 1989, che fu quindi privatizzata "a pezzi" (con operazione conclusa nel 1995), dal 2021 divenuta Acciaierie d'Italia, partecipata (38%) da Invitalia (agenzia pubblica).[18]
- Meccanica
  - Finmeccanica: 86,6%. Proprietaria fino al 1986 della casa automobilistica Alfa Romeo, ceduta poi alla FIAT, la Finmeccanica fu trasferita al Ministero dell'economia e delle finanze.
- Cantieristica
  - Fincantieri: 99,9%. La proprietà fu trasferita al Ministero dell'economia e delle finanze.
- Costruzioni
  - Italstat: 99,99%. Fusa nel 1991 in Iritecna, poi sostituita nel 1994 da Fintecna, la cui proprietà fu trasferita al Ministero dell'economia e delle finanze.
- Telecomunicazioni
  - STET: 56,56%. Fusa nel 1997 con Telecom Italia, la cui proprietà fu trasferita al Ministero dell'economia e delle finanze e privatizzata nel 1997.
- Trasporto via mare
  - Finmare: 99,88%. La proprietà del suo principale asset, Tirrenia di Navigazione, fu inglobata in Fintecna e trasferita al Ministero dell'economia e delle finanze; fu poi privatizzata nel 2008.
- Trasporto via cielo
  - Alitalia 89,3%. La proprietà fu trasferita al Ministero dell'economia e delle finanze, poi privatizzata nel 2008; nel 2021 ha cessato le attività e le è subentrata ITA Airways, partecipata al 100% dal Ministero dell'economia e delle finanze.[19]
- Trasporto via strada
  - Autostrade S.p.A.. La proprietà fu trasferita al Ministero dell'economia e delle finanze, poi privatizzata nel 1999; dal 2021 partecipata da Cassa depositi e prestiti.[20]
- Alimentare
  - SME (secondo maggior azionista: Mediobanca 4%), privatizzata "a pezzi" negli anni 1990 (vedi vicenda SME e processo SME).
- Teleradiodiffusione
  - RAI 99,55%. La proprietà fu trasferita al Ministero dell'economia e delle finanze.
- Altro
  - Cofiri: 100%
  - Sofin: 100%
  - Società per la Promozione e Sviluppo Industriale - SPI: 97,5%
  - Aerhotel: Ceduta a Starwood Hotels & Resorts Worldwide Inc.
  - Banco di Santo Spirito

## Le "nuove IRI"
Nel linguaggio giornalistico italiano l'IRI è rimasto come paradigma della mano pubblica interventista nell'economia, che detiene partecipazioni in aziende senza troppi criteri imprenditoriali. Così enti statali come la Cassa depositi e prestiti e Invitalia sono stati soprannominati "nuove IRI", con una certa connotazione negativa, a sottolinearne le finalità politiche e clientelari che tenderebbero, secondo i critici, a prevalere su quelle economiche.

## Dati statistici
Andamento numero dipendenti 1938-1995:
| Anno | Dipendenti |
| ---- | ---------- |
| 1938 | 201 577    |
| 1950 | 218 529    |
| 1960 | 256 967    |
| 1970 | 357 082    |
| 1980 | 556 659    |
| 1985 | 483 714    |
| 1995 | 263 000    |

## Presidenti
- Alberto Beneduce (1933-1939)
- Francesco Giordani (1939-1943)
- Alberto Asquini (1943-1944)
- Vincenzo Tecchio (Commissario Alta Italia, 1944-1945)
- Leopoldo Piccardi (Commissario Alta Italia, 1944-1946)
- Giuseppe Paratore (1946-1947)
- Imbriani Longo (1947)
- Enrico Marchesano (1948-1950)
- Isidoro Bonini (1950-1955)
- Aldo Fascetti (1956-1960)
- Giuseppe Petrilli (1960-1979)
- Pietro Sette (1979-1982)
- Romano Prodi (1982-1989)
- Franco Nobili (1989-1993)
- Romano Prodi (1993-1994)
- Michele Tedeschi (1994-1997)
- Gian Maria Gros-Pietro (1997-1999)
- Piero Gnudi (1999-2002)